# Caprichromis orthognathus
Espèce
Statut de conservation UICN

 LC  : Préoccupation mineure
Caprichromis orthognathus est une espèce de poissons de la famille des Cichlidae. Elle est présente dans le lac Malawi et le lac Malombe.